# Sacculocornutia
Sacculocornutia is een geslacht van vlinders van de familie snuitmotten (Pyralidae), uit de onderfamilie Phycitinae.

## Soorten
- S. flavipalpella Yamanaka, 1990
- S. monotonella Caradja, 1927